# Josephine de Boer
Josephine de Boer (Nueva York, 26 de febrero de 1886 - Chapel Hill, 11 de febrero de 1972) fue una filóloga estadounidense que se interesó por la difusión de la literatura catalana en su país a partir de 1930.

## Vida
Josephine de Boer nació en el seno de una familia de emigrantes neerlandeses. Acabó los estudios de literatura francesa en la Universidad de Columbia en 1907 y continuó estudiando en Chicago, durante una estancia en Francia, en la Universidad de la Sorbona y en el Collège de France). Obtuvo el título de doctora en 1925 por la Universidad Johns Hopkins con una tesis sobre la literatura francesa del siglo XVII y el poeta Guillaume Colletet.

## Trayectoria
De Boer enseñó en varias universidades estadounidense (Vassar College, 1924; Sweet Briar College de Virginia, 1928-1931; Connecticut College, 1935-1936; Wittemberg College de Springfield, 1937-1940), hasta que en 1946 obtuvo una plaza en Berkeley, donde permaneció hasta su jubilación en 1957.
Tras algún viaje por tierras españolas, en especial Cataluña y baleares, se interesó por la literatura catalana contemporánea, sobre todo por la poesía. Precisamente estaba en Cataluña al inicio de la Guerra Civil y fue evacuada con otros extranjeros en un barco de guerra estadounidense. Empezó a contribuir con temas de literatura catalana en los congresos de la Modern Language Association y a publicar sobre varios autores en revistas y libros. Publicó estudios sobre Miguel Costa, Joan Alcover, Gabriel Alomar, Santiago Rusiñol, López-Picó, etc. En 1951 se celebraron los Juegos Florales en Nueva York y fue nombrada mantenidora. Durante los años 1950 y 60 continuó publicando sobre autores catalanes. También dedicó un artículo a las poetisas catalanas contemporáneas.
El 1955 fue nombrada miembro correspondiente de la Real Academia de Buenas Letras de Barcelona. Después de varios años de esfuerzos organizativos y en colaboración con otros estudiosos del catalán y el occitano, en 1958 consiguió crear una sección permanente occitano-catalana en los congresos de la Modern Language Association, donde siguió participando. Los años finales de su vida los pasó en Chapel Hill, donde continuó asesorando a estudiantes de doctorado y haciendo otros trabajos científicos hasta su muerte.

## Homenajes
En 1977 se publicó el volumen Catalan studies. Estudis sobre el català. Volume in memory of Josephine de Boer, publicado por la editorial Borràs.

## Obra
- Rusiñol the Writer, en The Spanish Review IV (1937), p. 1-23.
- Bardo of Barcelona: Josep Maria López-Picó, en Bulletin of Spanish Studies XIV (1937), p. 173-190.
- Varios artículos sobre autores mallorquines en la obra colectiva Mallorcan Moods in Contemporary Art and Literature (Williamson, Bayard, 1938).
- Four Mallorcan Satirists, en Symposium XIV (1960), p. 188-198.
- Catalan Women Poets, en Books Aboard XXXVI (1962), p. 32-34 (sobre Maria Antònia Salvà, Clementina Arderiu y otras).
- Mallorcan Literature: 1920-1960, en Kentucky Romance Quaterly XVI (1969), p. 329-348.